# Glaphyra principata
Glaphyra principata är en skalbaggsart som beskrevs av Holzschuh 2007. Glaphyra principata ingår i släktet Glaphyra och familjen långhorningar.
Artens utbredningsområde är Laos. Inga underarter finns listade i Catalogue of Life.